# Glen Muirhead
Glen Muirhead (ur. 10 kwietnia 1989) – szkocki curler i rolnik, uczestnik igrzysk olimpijskich 2018.
Podczas igrzysk w Pjongczangu był rezerwowym drużyny Kyle'a Smitha.

## Życie prywatne
Glen Muirhead jest synem curlera Gordona Muirheada, olimpijczyka z 1992. Jego siostra Eve oraz brat Thomas również zostali curlerami i reprezentowali Wielką Brytanię na igrzyskach olimpijskich. Curling zaczął uprawiać w wieku 10 lat.
Z bratem Thomasem prowadzą hodowlę owiec w pobliżu Crieff.

## Wyniki
- igrzyska olimpijskie
  - Pjongczang 2018 – 5. miejsce
- mistrzostwa świata
  - 2014 – 9. miejsce
  - 2016 – 7. miejsce
- mistrzostwa Europy
  - 2015 – 5. miejsce
  - 2016 – 6. miejsce
  - 2017 – 2. miejsce